# I. e. 12. század
Az i. e. 12. század évei az i. e. 1200. évtől az i. e. 1101. évig tartanak. Az i. e. 13. századot követte és az i. e. 11. század következett utána.
Az i. e. 585. május 28-i napfogyatkozás előtti időpontok mindig bizonytalansággal terheltek, mert nem köthetők ilyen abszolút időponthoz. Ezt a korábbi évszámoknál mindig figyelembe kell venni.

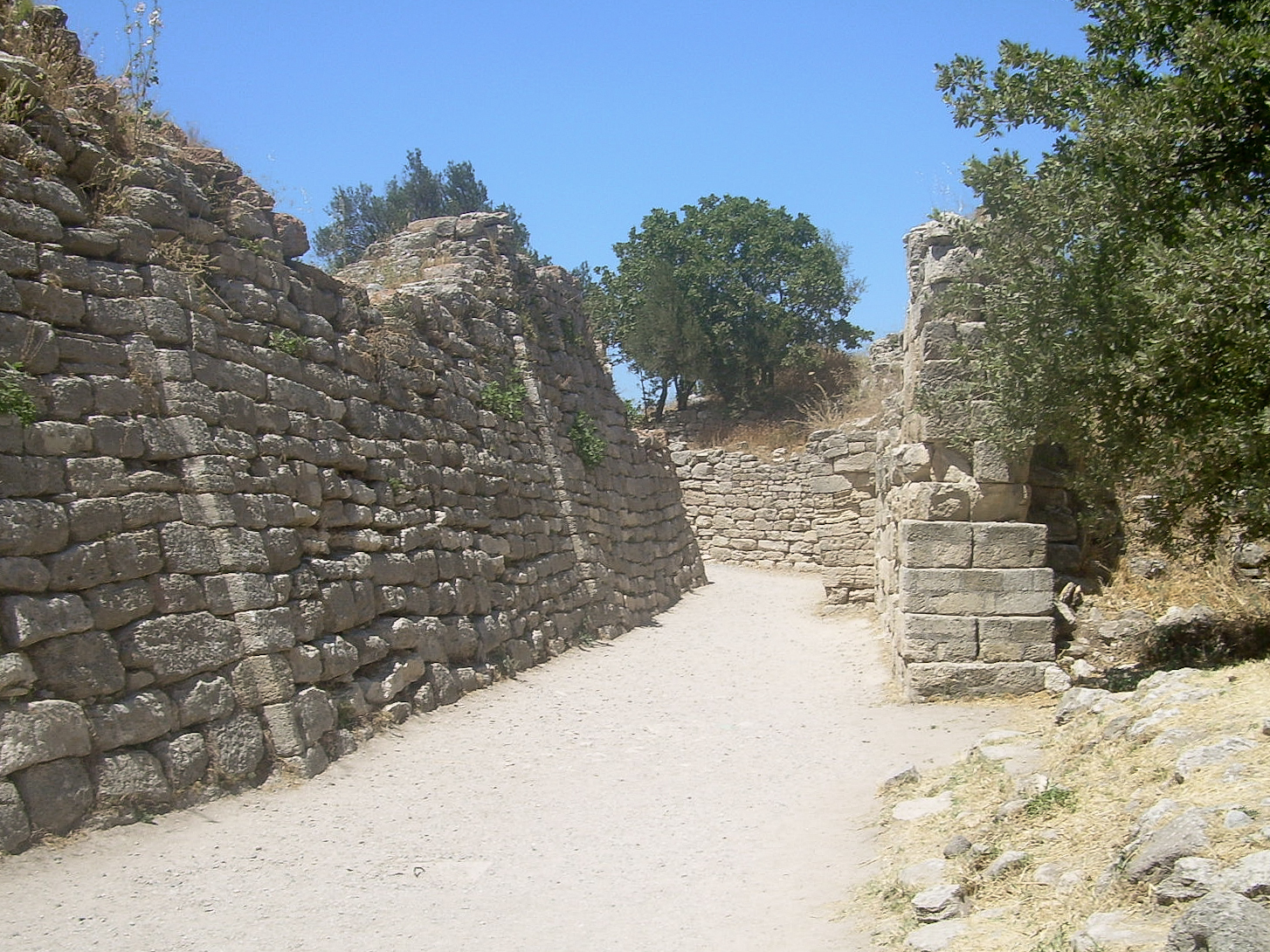
Trója városfalának romjai

## Események
- Hatti végleges gyengülése és bukása, a tengeri népek első vándorlása, megalakulnak az újhettita királyságok (a század eleje)
- Palesztina partvidékén letelepednek a filiszteusok
- Az egyiptomi XIX. dinasztia uralkodásának vége, a XX. dinasztia kezdete (i. e. 1186)
- A kasszita Babilon (Karadúnias) kiterjeszti fennhatóságát Asszíriára és Elámra is (i. e. 1186)
- Elám nagy arányú hódításba kezd, befolyási övezetét kiterjeszti a kasszita Babilonra (Karadúnias) is (i. e. 1180), sőt Asszíria is adófizetőjévé válik (i. e. 1155 - i. e. 1146 között)

### Egyéb esemény
- A hagyomány szerint Trója eleste (Eratoszthenész szerint i. e. 1184-ben történt, Hérodotosz szerint i. e. 1250-ben.)[1]

## Uralkodóházak
- Babiloni kasszita dinasztia (i. e. 1741 - i. e. 1155)
- Egyiptomi XIX. dinasztia (i. e. 1292 - i. e. 1190)
- Egyiptomi XX. dinasztia (i. e. 1190 - i. e. 1077)
- II. iszini dinasztia Babilonban (i. e. 1155 - i. e. 1025)
- Kínában a Sang-dinasztia
  - A Csou dinasztia (később Nyugati Csou) hatalomhoz jut az ország egy részén (i. e. 1122)

## Fontosabb személyek

### Uralkodók

#### Egyiptom
- Amenmessze Menmiré (i. e. 1203 - i. e. 1199)
- II. Széthi Uszerhepruré (i. e. 1199 - i. e. 1193)
- Merenptah Sziptah Szehaenré (i. e. 1193 - i. e. 1186)
- Tauszert Szitré Meritamon (i. e. 1186 - i. e. 1185)
- Széthnaht Uszerhauré (i. e. 1185 - i. e. 1182)
- III. Ramszesz Uszermaatré Meriamon (i. e. 1182 - i. e. 1151)
- IV. Ramszesz Uszermaatré Szetepenamon (i. e. 1151 - i. e. 1145)
- V. Ramszesz Uszermaatré Szeheperenré (i. e. 1145 - i. e. 1141)
- VI. Ramszesz Nebmaatré Meriamon (i. e. 1141 - i. e. 1133)
- VII. Ramszesz Uszermaatré Meriamon (i. e. 1133 - i. e. 1125)
- VIII. Ramszesz Uszermaatré Ahenamon (i. e. 1125 - i. e. 1123)
- IX. Ramszesz Noferkaré Szetepenré Haemuaszet (i. e. 1123 - i. e. 1105)
- X. Ramszesz Hepermaatré Szetepenptah (i. e. 1105 - i. e. 1101)
- XI. Ramszesz Menmaatré Szetepenptah (i. e. 1101 - i. e. 1077)

#### Elám
- Sutruk-nahhunte (i. e. 1185 - i. e. 1155)
- Kutur-Insusinak
- Silhak-Insusinak
- Hutelodus-Insusinak

#### Asszíria
- III. Assur-nirári (i. e. 1203 - i. e. 1198)
- Enlil-kudurri-uszur (i. e. 1197 - i. e. 1193)
- Ninunrta-apal-Ékur (i. e. 1192 - i. e. 1180)
- I. Assur-Dán (i. e. 1179 - i. e. 1134)
- Ninurta-Tukulti-Assur (i. e. 1133)
- Mutakkil-nuszku (i. e. 1133)
- I. Assur-rés-isi (i. e. 1133 - i. e. 1116)
- I. Tukulti-apil-Ésarra (i. e. 1115 - i. e. 1077)

#### Babilon
- Adad-suma-uszur (i. e. 1216 - i. e. 1187)
- Melisihu (i. e. 1186 - i. e. 1172)
- I. Marduk-apla-iddina (i. e. 1171 - i. e. 1159)
- Zababa-suma-iddina (i. e. 1158)
- Enlil-nádin-ahhé (i. e. 1157 - i. e. 1155)
- Marduk-kabít-ahhésu (i. e. 1155 - i. e. 1146)
- Itti-Marduk-balátu (i. e. 1146 - i. e. 1132)
- Ninurta-nádin-sumi (i. e. 1132 - i. e. 1126)
- I. Nabú-kudurri-uszur (i. e. 1126 - i. e. 1103)
- Enlil-nádin-apli (i. e. 1103 - i. e. 1100)

#### Hatti
- II. Szuppiluliumasz (i. e. 1207 - i. e. 1178)
- IV. Arnuvandasz (i. e. 1178 - ?)

#### Kína
- Ti ji (i. e. 1191 - i. e. 1154)

#### Egyéb államok
- Menesztheusz, a legendás athéni király meghal 23 évnyi uralkodás után, a trónt az unokaöccse, Démophón örökli, aki Thészeusz fia (i. e. 1181)

## Évtizedek és évek
Az időszámításunk előtti 12. század i. e. 1101-től i. e. 1200-ig tart.
| i. e. 1200-as évek | i. e. 1209 | i. e. 1208 | i. e. 1207 | i. e. 1206 | i. e. 1205 | i. e. 1204 | i. e. 1203 | i. e. 1202 | i. e. 1201 | i. e. 1200 |
| i. e. 1190-es évek | i. e. 1199 | i. e. 1198 | i. e. 1197 | i. e. 1196 | i. e. 1195 | i. e. 1194 | i. e. 1193 | i. e. 1192 | i. e. 1191 | i. e. 1190 |
| i. e. 1180-as évek | i. e. 1189 | i. e. 1188 | i. e. 1187 | i. e. 1186 | i. e. 1185 | i. e. 1184 | i. e. 1183 | i. e. 1182 | i. e. 1181 | i. e. 1180 |
| i. e. 1170-es évek | i. e. 1179 | i. e. 1178 | i. e. 1177 | i. e. 1176 | i. e. 1175 | i. e. 1174 | i. e. 1173 | i. e. 1172 | i. e. 1171 | i. e. 1170 |
| i. e. 1160-as évek | i. e. 1169 | i. e. 1168 | i. e. 1167 | i. e. 1166 | i. e. 1165 | i. e. 1164 | i. e. 1163 | i. e. 1162 | i. e. 1161 | i. e. 1160 |
| i. e. 1150-es évek | i. e. 1159 | i. e. 1158 | i. e. 1157 | i. e. 1156 | i. e. 1155 | i. e. 1154 | i. e. 1153 | i. e. 1152 | i. e. 1151 | i. e. 1150 |
| i. e. 1140-es évek | i. e. 1149 | i. e. 1148 | i. e. 1147 | i. e. 1146 | i. e. 1145 | i. e. 1144 | i. e. 1143 | i. e. 1142 | i. e. 1141 | i. e. 1140 |
| i. e. 1130-as évek | i. e. 1139 | i. e. 1138 | i. e. 1137 | i. e. 1136 | i. e. 1135 | i. e. 1134 | i. e. 1133 | i. e. 1132 | i. e. 1131 | i. e. 1130 |
| i. e. 1120-as évek | i. e. 1129 | i. e. 1128 | i. e. 1127 | i. e. 1126 | i. e. 1125 | i. e. 1124 | i. e. 1123 | i. e. 1122 | i. e. 1121 | i. e. 1120 |
| i. e. 1110-es évek | i. e. 1119 | i. e. 1118 | i. e. 1117 | i. e. 1116 | i. e. 1115 | i. e. 1114 | i. e. 1113 | i. e. 1112 | i. e. 1111 | i. e. 1110 |
| i. e. 1100-as évek | i. e. 1109 | i. e. 1108 | i. e. 1107 | i. e. 1106 | i. e. 1105 | i. e. 1104 | i. e. 1103 | i. e. 1102 | i. e. 1101 | i. e. 1100 |
| i. e. 1090-es évek | i. e. 1099 | i. e. 1098 | i. e. 1097 | i. e. 1096 | i. e. 1095 | i. e. 1094 | i. e. 1093 | i. e. 1092 | i. e. 1091 |            |